# Alice Sheldon
Alice Bradley Sheldon (Chicago, 24 de agosto de 1915 - McLean, 19 de maio de 1987) foi uma escritora norte-americana de ficção científica, conhecida pelos pseudônimos James Tiptree Jr. e Racoona Sheldon. É reconhecida por ter quebrado barreiras na escrita do género de ficção científica, tendo sido recebida nos círculos literários, antes da sua identidade ser descoberta, com entusiasmo, pela sua literatura vigorosa e criativa, normalmente associada a escritores homens. A sua verdadeira identidade só foi revelada publicamente em 1977. Foi receptora de vários prémios literários, como o Prémio Nebula e o Prémio Hugo, durante a sua carreira literária.
Alice Sheldon foi inserida no Hall da Fama da Ficção Científica em 2012.

## Biografia
Alice Bradley nasceu em uma família de intelectuais no bairro universitário de Hyde Park, em Chicago. Seu pai era Herbert Bradley, advogado e naturalista, e sua mãe Mary Hastings Bradley, escritora prolífica de ficção e guias de viagem.
Desde criança, viajava com os seus pais, tendo entre 1921 e 1922 viajado pela região da África Central, o que influenciou, posteriormente, o seu conto "The Women Men Don't See". Em março de 1922, a família Bradley regressou a Chicago, quando Alice tinha sete anos de idade. Após uma segunda viagem para África, em 1924, a família voltou para os Estados Unidos para passar o verão. No outono do mesmo ano, Alice foi estudar na escola experimental da Universidade de Chicago, uma escola privada, com técnicas inovadoras de ensino para a época, onde possuiam pequenas salas de aula, sem a rígida estrutura de carteiras ou escrivaninhas, valorizando-se a vertente prática e não apenas a teoria.

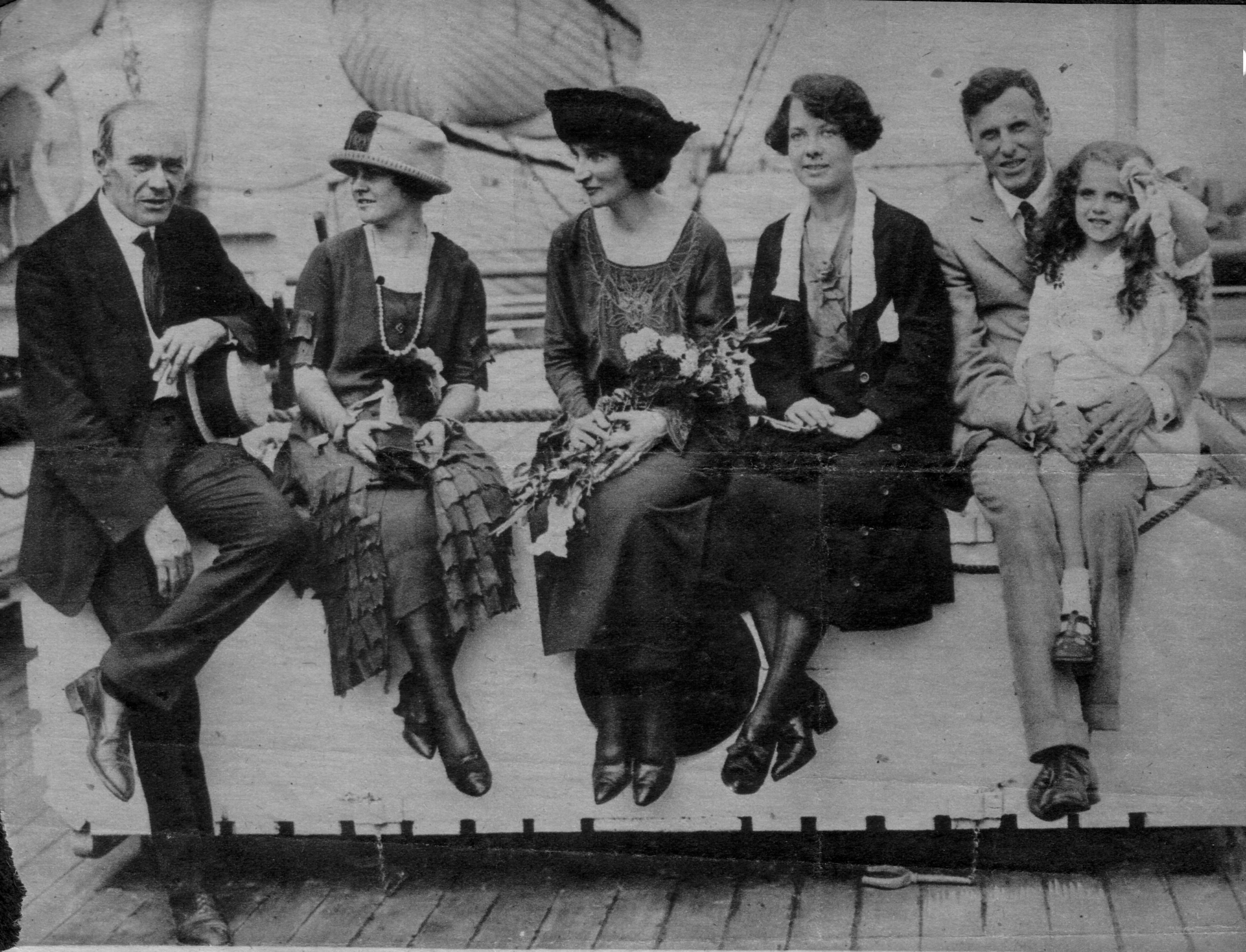
Alice Sheldon com família e amigos na sua primeira viagem a África

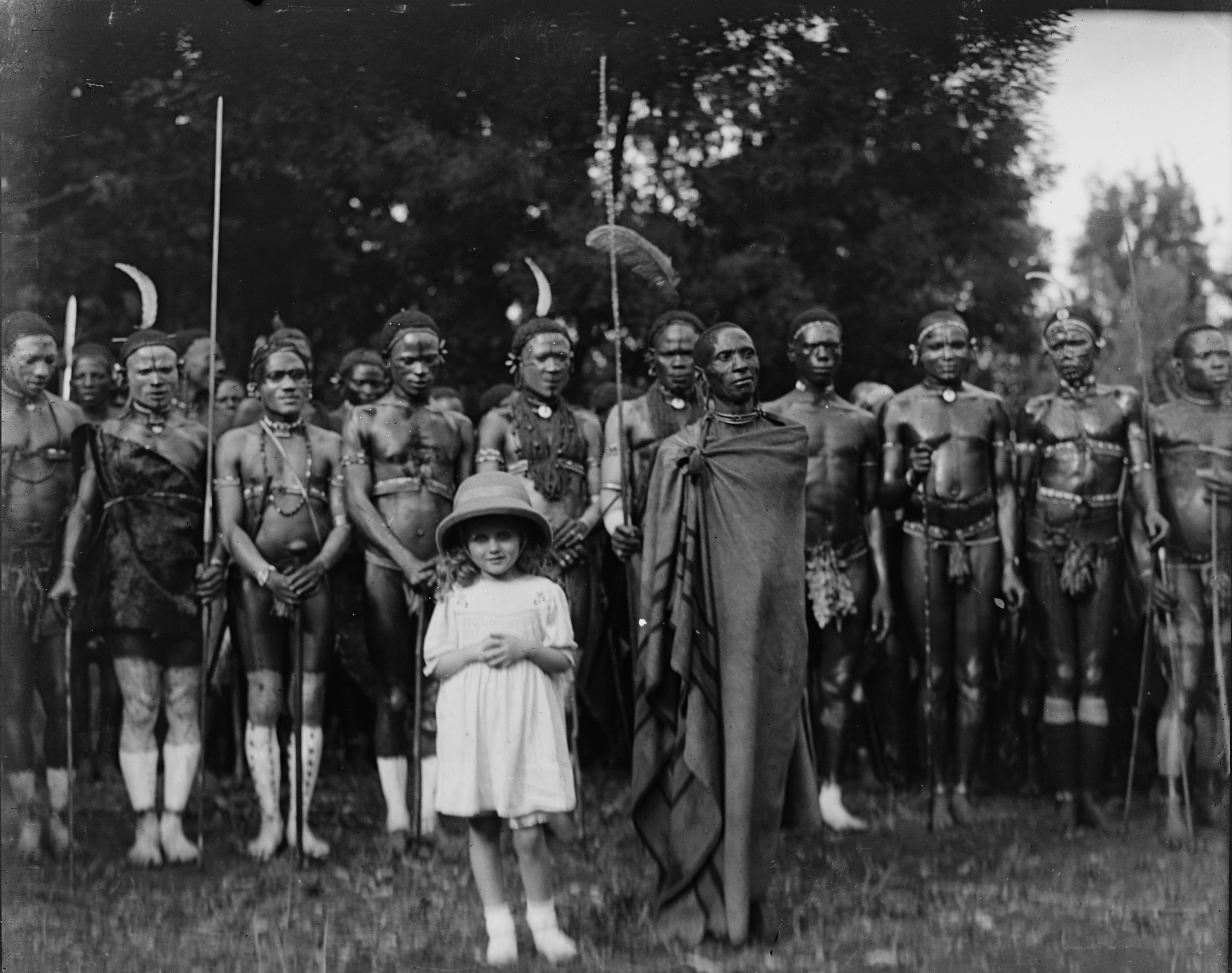
Alice Sheldon com o povo Kikuyu, em 1920

Em setembro de 1929, quando Alice tinha 14 anos de idade, foi enviada para um colégio interno em Lausanne, na Suíça, onde, para além do currículo geral, aprendeu equitação, etiqueta e francês. Durante esse período, a sua mãe e Alice tiveram vários desentendimentos a respeito do seu futuro. Enquanto a mãe queria que a sua filha seguisse uma carreira acadêmica, Alice queria estudar artes, conseguindo eventualmente ingressar no Sarah Lawrence College, em Bronxville, Nova York, cujo programa atendia os seus objetivos.
Aos 19 anos de idade, Alice Bradley conheceu William Davey, com quem casou em 1934. Durante esse período, Alice tentou ingressar em várias universidades, contudo foi sempre recusada por estas não aceitarem mulheres casadas. Durante esse período, trabalhou como artista gráfica e pintora, usando o nome Alice Bradley Davey, e foi crítica de arte no periódico Chicago Sun, entre 1941 e 1942. Em 1941, Alice divorciou-se e regressou a casa dos pais, onde retomou os estudos num instituto de arte da cidade.

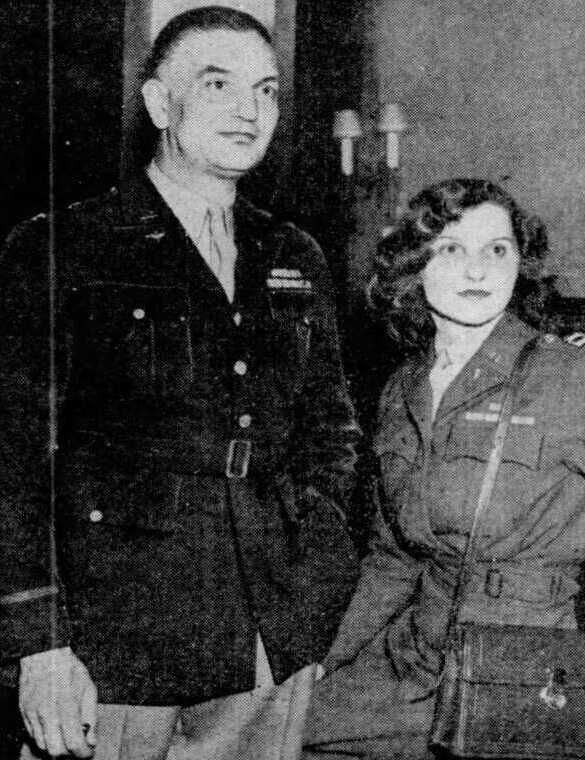
Alice e Huntington Sheldon (1946)

Com a entrada do país na Segunda Guerra Mundial, começou a ter aulas de pilotagem de aviões, mas abandonou o curso por não concordar com as notas baixas que recebeu. Permanecendo o desejo de contribuir para o esforço de guerra, em 1942, alistou-se na Força Aérea dos Estados Unidos através da iniciativa Women's Army Auxiliary Corps. Candidatando-se posteriormente para a escola de oficiais, Alice continuou a procurar oportunidades educacionais dentro das forças armadas, sendo transferida para um grupo de inteligência da Força Aérea Real, no Reino Unido, onde estudou fotointerpretação e realizou aerofotografia. Foi promovida ao cargo de major pelo seu trabalho, um posto considerado alto e raro para as mulheres na época. Durante esses anos, chegou a dizer que estava entre mulheres que se sentiam livres pela primeira vez na vida.
Em 1945, perto do fim da Segunda Guerra Mundial, casou-se com o Huntington D. Sheldon, em Paris, onde ambos estavam destacados, e com quem teve três filhos.
Após a guerra, foi dispensada do serviço militar, geriu uma pequena fazenda, onde o casal Sheldon fazia criação de galinhas, e em 1946 publicou o seu primeiro conto na revista The New Yorker, creditado a "Alice Bradley". Cinco anos depois, o casal vendeu a sua propriedade e mudou-se para Washington D.C., onde ambos começaram a trabalhar a para a CIA. Em 1955, Alice Sheldon demitiu-se do seu cargo da agência para completar os seus estudos. Tirou um bacharelado em Artes, de 1957 a 1959, na American University, e um doutorado pela George Washington University em Psicologia Experimental, em 1967. A sua tese era sobre as respostas de animais sob estímulos em diferentes ambientes. Nesta época, Alice escreveu e submeteu contos de ficção científica sob o pseudônimo de James Tiptree Jr., para preservar a sua reputação acadêmica.
Na esfera pessoal, Alice tinha uma complexa vida sexual, que descreveu de maneiras diferentes ao longo dos anos. Possivelmente era bissexual.
| “ | Gosto muito de homens, alguns antes de sequer saber algo sobre eles, mas sempre houve mulheres que me excitaram. | ” |

## Literatura de ficção-científica

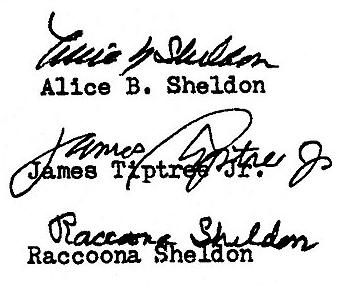
Os autógrafos de Alice Sheldon e seus pseudônimos.

Insegura sobre o que fazer e sobre como prosseguir com a sua carreira, Alice Sheldon começou a escrever ficção científica sob o pseudônimo de James Tiptree Jr., em 1967. O nome "Tiptree" proveio do nome de uma marca de doces da empresa Wilkin & Sons, enquanto o "Jr." foi ideia do seu marido. Numa entrevista, declarou:
| “ | Um nome masculino me parecia uma boa camuflagem. Tinha a sensação de que um homem poderia errar sem ser julgado. Tive muitas experiências na vida em ser a primeira mulher em qualquer ocupação. | ” |

O pseudônimo permitia que Alice Sheldon escrevesse numa época em que era expectável que os autores homens tivessem mais sucesso no universo da ficção científica. Segundo a sua biógrafa, Julie Phillips, "ninguém jamais tinha visto ou falado com o dono dessa voz. Ele escreveu cartas calorosas, francas, engraçadas, para outros escritores, editores e fãs de ficção científica". Em cartas para as suas colegas Ursula K. Le Guin e Joanna Russ, Alice se apresentava como um feminista; porém, nunca se apresentava como um homem. Escrever era a maneira que Alice encontrou de escapar de uma sociedade machista, algo ilustrado no conto “Houston, Houston, Do You Read?", onde viajantes do tempo encontram uma Terra futurista, onde a população masculina foi exterminada e as mulheres governam a sociedade com sucesso.
O seu primeiro conto publicado foi "Birth of a Salesman", em março de 1968, na revista Analog Science Fact & Fiction, editada por John W. Campbell. Outros três contos se seguiram na revista If e na Fantastic. O pseudônimo foi mantido com sucesso até o final dos anos 1970, em parte porque Tiptree era um apelido famoso, geralmente usado para proteger a reputação profissional de alguma comunidade de inteligência ou membro de agências do governo. Leitores, editores e jornalistas assumiam que James era um homem. Havia especulação, em parte pelos temas abordados em seus contos, de que James seria uma mulher. Mas Robert Silverberg uma vez escreveu:
| “ | É absurdo sugerir que Tiptree seja uma mulher, pois há algo inerentemente masculino na sua escrita. | ” |

"Tiptree" nunca fez aparições públicas, mas se correspondia com regularidade com fãs e outros autores de ficção científica pelo correio. Quando perguntado sobre detalhes biográficos, James ou Alice, falava sobre tudo, menos o seu género. Muitos detalhes da sua biografia, como os seus anos na Força Aérea ou o seu doutoramento, foram todos mencionados em cartas que escreveu.
Após a morte de Mary Hastings Bradley, sua mãe, em 1976, "Tiptree" mencionou numa carta que a sua mãe também era escritora e que tinha falecido em Chicago, detalhes captados pelos fãs no obituário. Vários autores de ficção científica ficaram constrangidos com a revelação. Harlan Ellison argumentou que Kate Wilhelm era a mulher do ano e James Tiptree Jr. era o homem.
Somente por volta dessa época, Alice Sheldon terminou o seu primeiro livro, Up the Walls of the World (1978).

### Temas
Alice Sheldon era uma escritora eclética, oscilando entre vários estilos e sub-gêneros, em geral combinando o foco na tecnologia, aliada a um afiado senso de hard sci-fi com preocupações sociológicas e psicológicas normalmente abordadas pela soft sci-fi, além de experimentar algumas explorações no movimento new wave da ficção científica.
Após escrever vários contos nos moldes tradicionais, produziu o seu primeiro trabalho a ser aclamado pelos leitores, em 1969: "The Last Flight of Doctor Ain". Um de seus contos, "Ain", era um retrato simpático de um cientista cuja preocupação com o meio ambiente e a destruição da natureza o levaria a destruir a raça humana por completo. Alguns trabalhos traziam a space opera de revistas pulp que Alice lia quando era adolescente, mas com seu típico tom obscuro, onde personagens alienados e perturbados embarcavam em jornadas cósmicas rumo a experiências que lhe trouxessem algo novo, mas que também poderiam eventualmente matá-los.
John Clute, intrigado as complexas visões de Tiptree, assim escreveu:
| “ | É muito raro que uma história de James Tiptree não trate diretamente com a morte e termine com a morte do espírito, ou de toda a esperança, ou mesmo da raça. | ” |

Contos notáveis como este são "Painwise", em que um astronauta teve o DNA alterado para ser imune à dor, mas acha a sua nova existência intolerável e "A Momentary Taste of Being", onde o verdadeiro propósito da humanidade, encontrado num planeta distante, transforma a vida individual humana sem sentido.
Outro tema frequente em suas obras, é a tensão entre livre arbítrio e determinismo biológico, ou razão vs. desejo sexual. "Love Is the Plan the Plan Is Death", uma das raras histórias de ficção científica em que nenhum ser humano aparece, descreve as racionalizações românticas de uma criatura alienígena sobre os instintos brutais que dirigem seu ciclo de vida. "The Screwfly Solution" sugere que os seres humanos poderiam igualmente racionalizar uma praga de insanidade sexual assassina. Sexo na escrita de Alice\James é francamente retratado, uma força às vezes irônica, porém mais frequentemente ameaçadora.
Antes da sua verdadeira identidade ser revelada, Alice era sempre referida no masculino, bem como um incomum autor de ficção científica feminista, especialmente depois de "The Women Men Don't See", uma história de duas mulheres que procuram por aliens para escaparem da sociedade misógina do planeta Terra. No entanto, as opiniões sobre políticas sexuais da autoras podem ser ambíguas, como no final de "Houston, Houston, Do You Read?", seu premiado conto, onde uma sociedade de clones de mulheres precisa lidar com três astronautas homens viajantes do tempo.

### Feminismo
Este é um tema constante em muitos dos trabalhos da autora. Em "The Women Men Don’t See", ela nos dá uma reviravolta na narrativa, ao colocar um homem como narrador, Don Fenton. Don julga as duas protagonistas, mãe e filha, que buscam pela vida alienígena, por sua sensualidade e fica consternado quando elas não se encaixam nos estereótipos típicos femininos. Além disso, o narrador reluta em compreender a alienação que as duas personagens enfrentam, em uma alusão ao abismo que existe entre homens e mulheres na sociedade. O próprio título do conto reflete a ideia de que mulheres eram invisíveis pela perspectiva de Alice.
Os dois livros que publicou, já perto do final da carreira, não foram bem recebidos pela crítica, nem ficaram conhecidos como os melhores que ela já produziu, mas continuaram a explorar temas semelhantes. Os melhores trabalhos da autora foram reunidos na coleção Her Smoke Rose Up Forever, em 2004.

## Morte

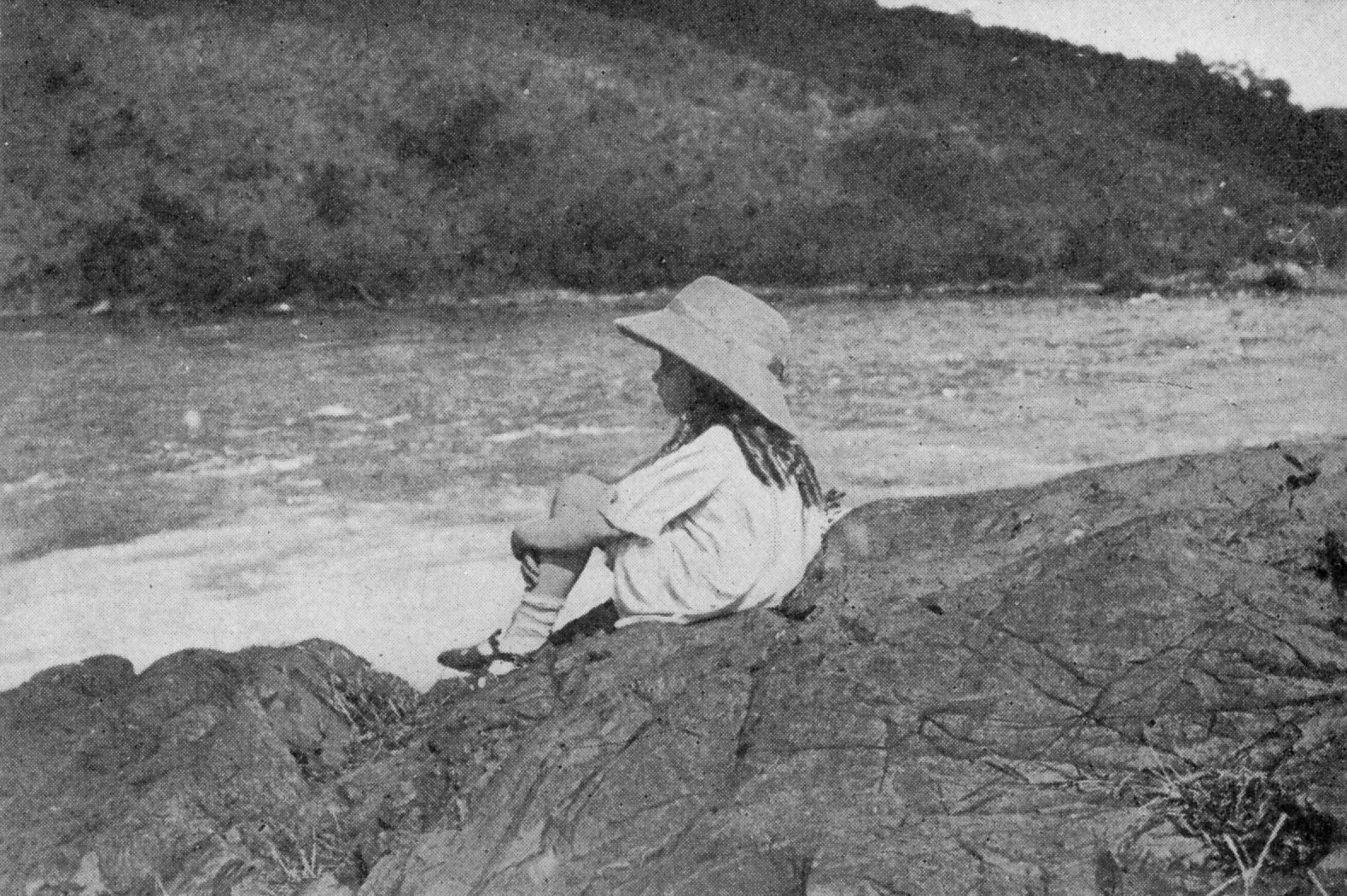
Alice quando criança.

Alice Sheldon continuou a escrever sob o pseudónimo de James Tiptree Jr. por mais uma década. Contudo, os seus últimos anos, não foram felizes ou aclamados pela crítica. O seu marido ficou cego e incapaz de cuidar de si mesmo e a própria desenvolveu problemas de saúde causados pelos anos como fumadora. Em 1976, aos 60 anos de idade, escreveu a um amigo o seu desejo de acabar com a própria vida enquanto ainda era ativa, mas que relutava em prosseguir com esse plano, já que seu marido não teria ninguém para cuidar dele.
Onze anos depois, em 1987, Alice Sheldon levou o seu plano adiante, atirando no marido enquanto ele dormia e se matando em seguida. Os dois foram encontrados na cama, onde moravam em McLean, na Virgínia. O casal ficou mais e mais recluso em seus últimos anos, conforme suas saúdes se deterioravam. Na manhã anterior às suas mortes, Alice ligou para seu advogado, informando-o sobre o que planeava fazer.
Segundo biógrafa Julie Phillips, a nota de suicídio de Alice fora escrita anos antes e guardada até aquele dia. Em uma entrevista com Charles Platt, no começo dos anos 1980, Alice falou de seus problemas emocionais e de suas tentativas prévias de suicídio nos últimos 20 anos.
O Prêmio James Tiptree Jr. foi estabelecido em sua homenagem para trabalhos de ficção científica e fantasia que explorem nossa compreensão sobre o gênero. O prêmio foi criado pelas escritoras Karen Joy Fowler e Pat Murphy em 1991. Livros como Half Life, de Shelley Jackson e Light, de M. John Harrison já foram ganhadoras. Em 2019, o prêmio mudou de nome para Prêmio Otherwise, devido às dúvidas levantadas sobre as circunstâncias das mortes de Alice e seu marido.

## Obras

### Romances
- Up the Walls of the World (1978)
- Brightness Falls from the Air (1985)

### Coletâneas de pequenas histórias
- The Thousand Light-Years from Home (1973)
- Warm Worlds and Otherwise (1975)
- Star Songs of an Old Primate (1978)
- Out of the Everywhere and Other Extraordinary Visions (1981)
- Tales of the Quintana Roo (1986)
- Byte Beautiful: Eight Science Fiction Stories (1985)
- The Starry Rift (1986)
- Crown of Stars (1988) (obra póstuma)
- Her Smoke Rose Up Forever (1990) (obra póstuma)

### Contos e Novelas
- The Mother Ship (1968, novela, também referido como Mamma Come Home)
- Pupa Knows Best (1968, novela, também referido como Help)
- Birth of a Salesman (1968, conto)
- Fault (1968, conto)
- Happiness Is a Warm Spaceship (1968, conto)
- Please Don't Play With the Time Machine (1968, conto)
- A Day Like Any Other (1968, conto)
- Beam Us Home (1969, conto)
- The Last Flight of Doctor Ain (1969, conto)
- Your Haploid Heart (1969, novela)
- The Snows Are Melted, The Snows Are Gone (1969, novela)
- Parimutuel Planet (1969, novela, também referido como Faithful to Thee, Terra, in Our Fashion)
- The Man Doors Said Hello To (1970, conto)
- I'm Too Big But I Love to Play (1970, novela)
- The Nightblooming Saurian (1970, conto)
- Last Night and Every Night (1970, conto)
- The Peacefulness of Vivyan (1971, conto)
- I'll Be Waiting for You When the Swimming Pool Is Empty (1971, conto)
- And So On, and So On (1971, conto)
- Mother in the Sky with Diamonds (1971, novela)
- The Man Who Walked Home (1972, conto)
- And I Have Come Upon This Place by Lost Ways (1972, novela)
- And I Awoke and Found Me Here on the Cold Hill's Side (1972, conto)
- On the Last Afternoon (1972, novela)
- Painwise (1972, novela)
- Forever to a Hudson Bay Blanket (1972, conto)
- Filomena & Greg & Rikki-Tikki & Barlow & the Alien (1972, novela, também referido como All the Kinds of Yes)
- The Milk of Paradise (1972, conto)
- Amberjack (1972, conto)
- Through a Lass Darkly (1972, conto)
- The Trouble Is Not in Your Set (1972, conto)
- Press Until the Bleeding Stops (1972, conto)
- Love Is the Plan, the Plan Is Death (1973, conto)
- The Women Men Don't See (1973, novela)
- The Girl Who Was Plugged In (1973, novela)
- Her Smoke Rose Up Forever (1974, novela)
- Angel Fix (1974, novela)
- A Momentary Taste of Being (1975, novela)
- Your Faces, O My Sisters! Your Faces Filled of Light! (1976, conto)
- Beaver Tears (1976, conto)
- She Waits for All Men Born (1976, conto)
- Houston, Houston, Do You Read? (1976, novela)
- The Psychologist Who Wouldn't Do Awful Things to Rats (1976, novela)
- The Screwfly Solution (1977, novela)
- Time-Sharing Angel (1977, conto)
- We Who Stole the Dream (1978, novela)
- Slow Music (1980, novela)
- A Source of Innocent Merriment (1980, conto)
- Excursion Fare (1981, novela)
- Lirios: A Tale of the Quintana Roo (1981, novela, também referida como What Came Ashore at Lirios)
- Out of the Everywhere (1981, novela)
- With Delicate Mad Hands (1981, novela)
- The Boy Who Waterskied to Forever (1982, conto)
- Beyond the Dead Reef (1983, novela)
- Morality Meat (1985, novela)
- The Only Neat Thing to Do (1985, novela)
- All This and Heaven Too (1985, novela)
- Trey of Hearts (1985, conto)
- Our Resident Djinn (1986, conto)
- In the Great Central Library of Deneb University (1986, conto)
- Good Night, Sweethearts (1986, novela)
- Collision (1986, novela)
- The Color of Neanderthal Eyes (1986, novela)
- Second Going (1987, novela)
- Yanqui Doodle (1987, novela)
- In Midst of Life (1987, novela)
- Come Live with Me (1988, novela)
- Backward, Turn Backward (1988, novela)
- The Earth Doth Like a Snake Renew (1988, novela, escrito originalmente em 1973)

### Contos publicados em português
- Os Falsáurios (adaptação de The Night-Blooming Saurian) coletânea “Dinossauros!” compilada por Jack Dann & Gardner Dozois, Ed. Aleph, col. Zenith, vol. 6, 1993
- O Brilho Escorre do Ar (adaptação de Brightness Falls from the Air) Clássica Editora, 1991
- Mulheres que os homens não veem (adaptação de The Women Men Don't See)[23] trad. Braulio Tavares, Imã Editorial, 2003

### Contos premiados
- Love is the Plan, the Plan is Death - prémio Nebula, 1973
- The Girl Who as Plugged In - prémio Hugo, 1974
- Houston, Houston, do You Read? - prémio Nebula e prémio Júpiter, 1976 - prémio Hugo, 1977
- The Screwfly Solution - prémio Nebula, 1977

## Adaptações
Ainda em vida, várias das suas obras foram adaptadas para a rádio, a televisáo e o teatro:
- The Man Who Walked Home (1977): adaptação de banda desenhada para a revista underground canadiana Andromeda (Vol. 2, No. 1, Silver Snail Comics, Ltd.) com ilustrações John Allison e Tony Meers;

- Houston, Houston, Do You Read? (1990): adaptação radiofónica para o programa Sci-Fi Radio da National Public Radio. Originalmente foi emitido em dois episódios de 30 minutos a 4 e 11 de Fevereiro;
- Yanqui Doodle (1990): adaptação radiofónica para a série de drama Sci-Fi Radio da National Public Radio, emitido a 18 de Março;
- Weird Romance (1992): adaptação teatral e musical para a peça Off-Broadway de Alan Menken, sendo o primeiro acto inteiramente baseado no conto The Girl Who Was Plugged In;
- The Girl Who Was Plugged In (1998): adaptação televisiva para telefilme. Realizado por Jorge Montesi, o elenco contava com Nicholle Tom, Megan Leitch, Peter Stebbings nos papéis principais. Integrou o quinto episódio da série de telefilmes Welcome to Paradox;
- The Screwfly Solution (2006): adaptação televisiva para telefilme. O telefilme com Jason Priestley, Elliot Gould e Kerry Norton como protagonistas, foi realizado por Joe Dante e integrou o sétimo episódio da segunda temporada da série Masters of Horror;
- Xenophilia (2011): adaptação teatral e musical, baseada nas vidas de Alice Sheldon e Connie Converse. Arranjado e coreografado por Maia Ramnath, o espetáculo foi produzido pela troupe de teatro e dança aérea Constellation Moving Company no Theater for the New City, entre 10 e 13 de Novembro.